# M/F Tunøfærgen
 Der er for få eller ingen kildehenvisninger i denne artikel, hvilket er et problem. Du kan hjælpe ved at angive troværdige kilder til de påstande, som fremføres i artiklen.

M/F Tunøfærgen er en dansk bilfærge, der sejler på ruten Hou-Tunø med hjemmehavn i Hou. 
Færgen blev bygget i 1993 af Johs. Kristensens Skibsbyggeri A/S, Hvide Sande til Odder Kommune, der varetager overfarten til Tunø. Færgen der blev indsat på ruten den 20. september 1993 kan medtage op til 4 biler, perioden 1. maj til 30 sep. 196 passagerer. !. okt. til 30. april 103 passagerer. 
Tunø er bilfri, dog undtaget erhvervsbiler. 
Færgen klarer overfarten på 55 min. På en dobbelttur bruger Tunøfærgen 200-230 liter brændstof. Den transporterer på årsbasis mellem 48.000 og 53.000 passagerer.

## Øvrige tekniske data
- Fremdrift  2 volvo-penta dieselmotorer (294 kw pr. motor)
- 1 hjælpemaskine Scania DS11 (187 kw)
- 1 hjælpemaskine Valmet
- 1 Nødgenerator Valmet 420 (58 kw)
- Hastighed: 9,5 knob
- Besætning: 3
- Passagerer og biler: 196 og 4 biler (11,50 banemeter)
- MMSI: 219000762
- Kaldesignal: OWUS